# Castello di Chenal
Il castello di Chenal o tour Chenal (pron. fr. AFI: [ʃənal]), è un castello valdostano in rovina che si trova nella frazione di Chenal a pochi chilometri dal comune di Montjovet.

## Storia
Il castello di Chenal sorge all'interno del sito archeologico di Chenal, che conserva numerose incisioni rupestri, pietre coppellate preistoriche e croci di probabile epoca medievale.

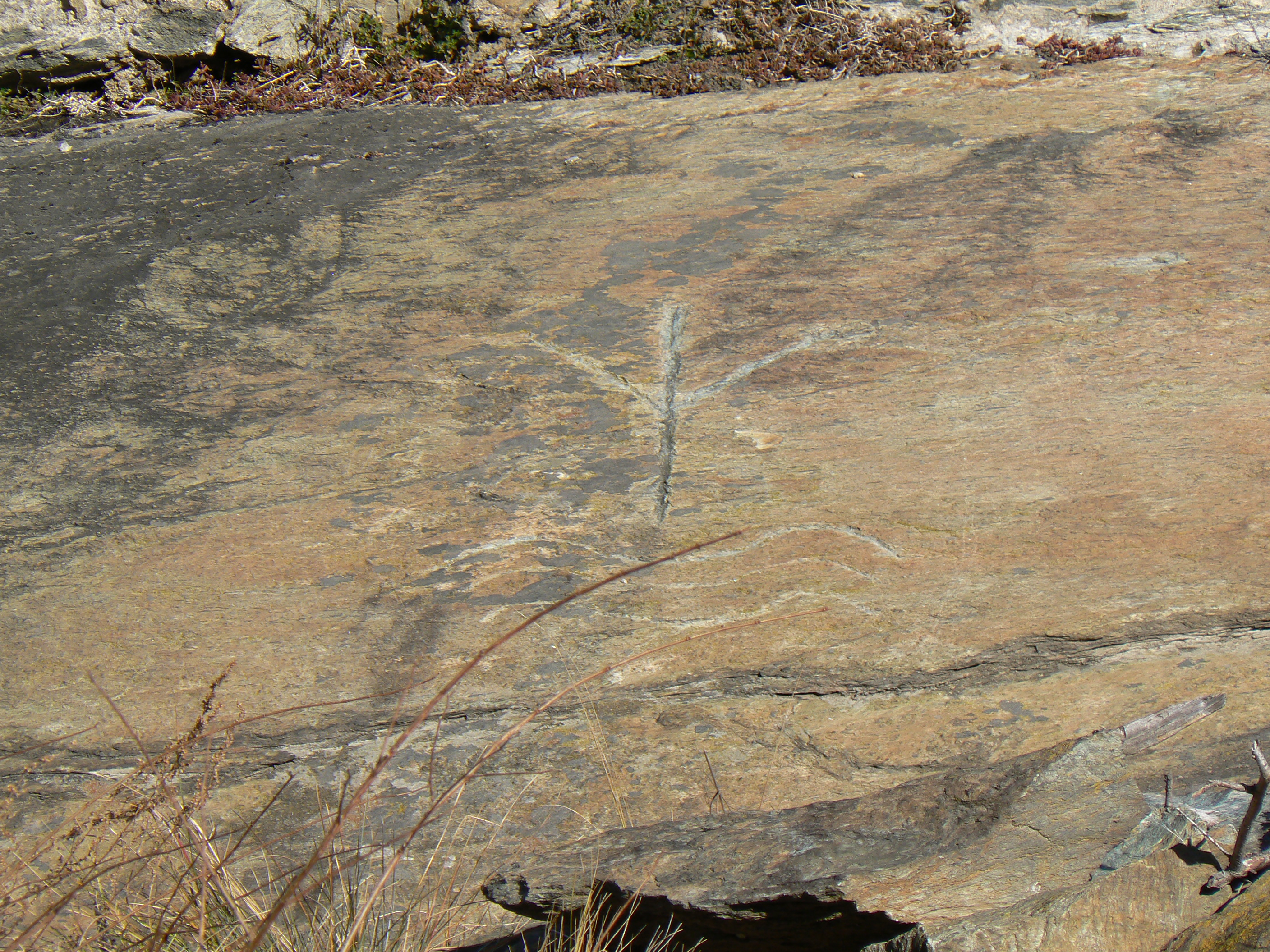
Incisione rupestre all'interno della cinta muraria del castello.

Il castello venne fatto costruire verso la metà del XIII secolo dalla famiglia dei signori di Chenal, poi passato in dote ad Alexia, unica figlia dell'ultimo signore di Chenal, che lo portò al marito Ebalo I di Challant della famiglia Challant. Eretto strategicamente a picco su un sistema di faglie a rigetto verticale e su una roccia montonata serpentinitica e in contatto visivo col vicino castello di Saint-Germain, di cui era ancillare, fu essenzialmente un posto di blocco militare durante tutto il periodo medioevale.
Nel 1438 il conte Francesco di Challant vendette il castello ad Amedeo VII di Savoia.
Attualmente il castello è allo stato di rudere dopo secoli di abbandono.

## Architettura

Piantina del castello (Carlo Nigra)

Il castello è costruito in pietra: in parte con rocce di serpentinite, pietra reperibile localmente ma poco adatta alla messa in opera per la scarsa resistenza e la facilità di sfaldatura e di rottura sotto carico, in parte con granito del Monte Bianco, ottimo materiale da costruzione che venne ricavato dai massi erratici trasportati dal ghiacciaio balteo, particolarmente usato per le strutture portanti come gli angoli o gli archi d'ingresso in forma naturale o appena sbozzata.
Ciò che resta dell'edificio ha una pianta essenzialmente quadrangolare con delle mura esterne danneggiate. La parte più importante del complesso è costituita dai resti di una torre quadrata di sei metri per lato che aveva le funzioni di torre d'avvistamento sulla depressione sottostante il castello che ospitava la principale via di collegamento della zona.
Entro le mura si conservano anche i resti di alcuni fabbricati di servizio.